# Hubert Philipp Weber
Hubert Philipp Weber (* 1969 in Bruck an der Mur) ist ein österreichischer römisch-katholischer Theologe und Autor. Er war von 2022 bis 2024 Rektor der Kirchlichen Pädagogischen Hochschule Wien/Krems (KPH).

## Leben
Nach dem Studium der Theologie und Philosophie an der Universität Wien war Weber zunächst Assistent an der Katholisch-Theologischen Fakultät der Universität Wien im Fachbereich Dogmatische Theologie und Theologie der Spiritualität. Seit 1996 zunächst theologischer Mitarbeiter von Kardinal Christoph Schönborn und Herausgeber bzw. Autor theologischer Werke sowie Lehrbeauftragter an der Katholisch-Theologischen Fakultät Wien, war er von 2012 bis 2022 erzbischöflicher Sekretär und Leiter des Sekretariats des Wiener Erzbischofs. Seine theologischen Schwerpunkte sind das Verhältnis von Theologie und Naturwissenschaften, die Theologie des Augustinus sowie Grundfragen der theologischen Erkenntnislehre und die mittelalterliche Theologie. Von 1. Oktober 2022 bis 30. September 2024 leitete Weber die Kirchliche Pädagogische Hochschule Wien/Krems. Zu seiner Nachfolgerin wurde Ulrike Greiner bestellt. Weber unterrichtet Wissenschaftsvermittlung und Forschungsethik an der Pädagogischen Hochschule Niederösterreich in Baden bei Wien.

## Publikationen
- Sünde und Gnade bei Alexander von Hales: ein Beitrag zur Entwicklung der theologischen Anthropologie im Mittelalter. Innsbruck, Tyrolia 2003, ISBN 978-3-7022-2541-4
- Lesebuch Konzil: Texte des Zweiten Vatikanischen Konzils. Hrsg. von Hubert Philipp Weber, Erhard Lesacher. Dom-Verlag, Wien 2012, ISBN 978-3-85351-243-2
- Evolutionstheorie und Schöpfungsglaube: neue Perspektiven der Debatte. Hrsg. von Hubert Philipp Weber, Rudolf Langthaler. V&R unipress, Göttingen 2013, ISBN 978-3-8471-0140-6
- Credo: das Glaubensbekenntnis verstehen. Matthias Grünewald Verlag, Ostfildern 2017, ISBN 978-3-7867-3100-9
  - Apoštolské krédo: jak chápat vyznání víry. Praha: Vyšehrad  2020, Praha ISBN 978-80-7601-277-6
- Und Gott segnete sie: die Schöpfungsgeschichte verstehen. Matthias Grünewald Verlag, Ostfildern 2019, ISBN 978-3-7867-3182-5
- Leben nach dem Tod: die christliche Hoffnung verstehen. Matthias Grünewald Verlag, Ostfildern 2021, ISBN 978-3-7867-3231-0